# Michał Gutowski

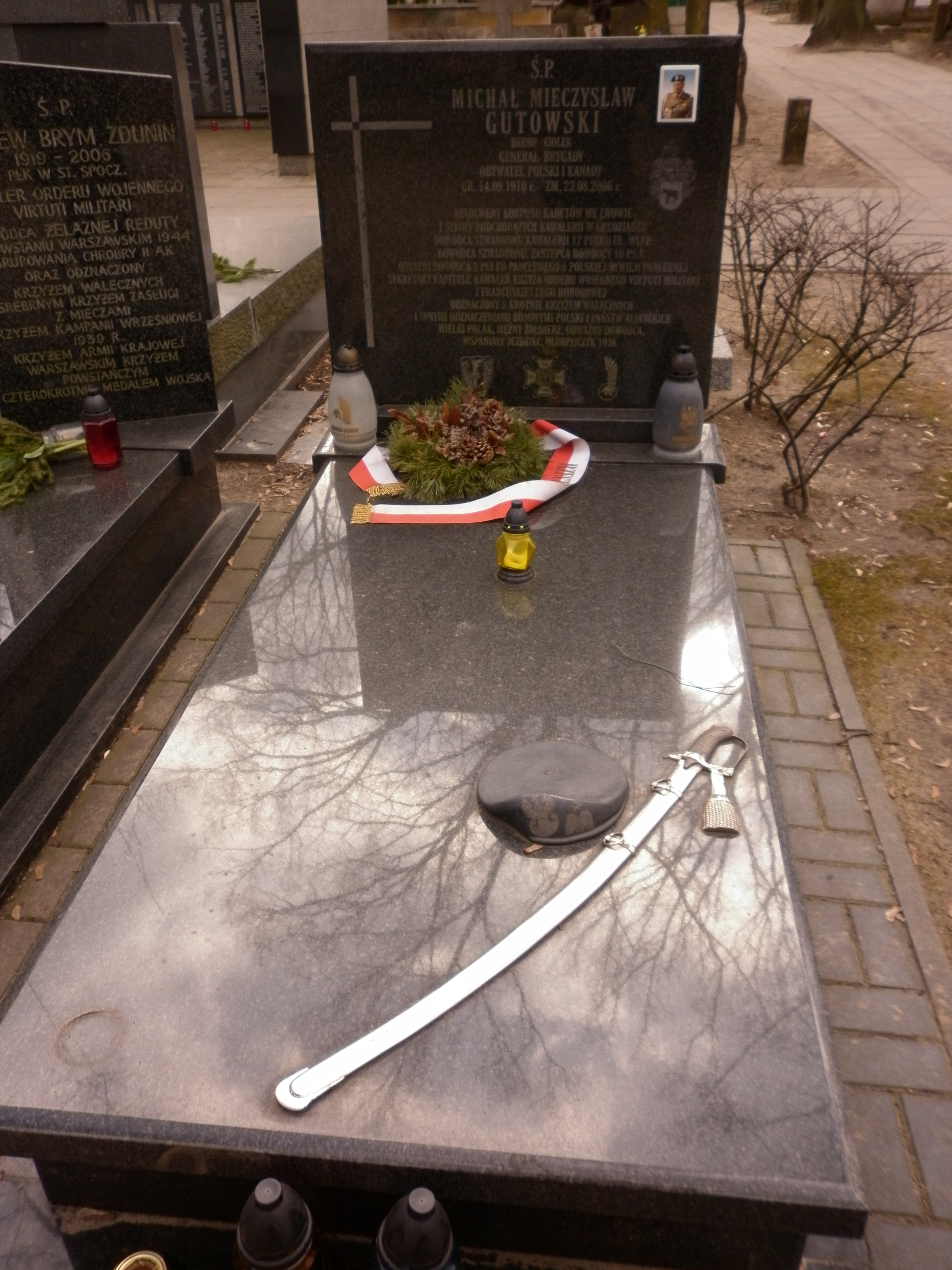
Grabmal von Michał Gutowski

Michał Gutowski (* 14. September 1910 in Maciszewice im Kreis Kalisz; † 23. August 2006 in Warschau) war ein polnischer Brigadegeneral. Er war Mitglied der polnischen Mannschaft der Springreiter bei den Olympischen Spielen 1936 in Berlin, Mitglied der polnischen Untergrundorganisation des Generals Karasiewicz-Tokarzewski während des Zweiten Weltkriegs. Nach dem Krieg wurde er Nationaltrainer der kanadischen Springreiter, die unter seiner Leitung die Goldmedaille der Springreiter bei den Olympischen Spielen in Mexiko gewannen.

## Biografie

### Kindheit
Gutowski wurde als Sohn der Maria geb. Jazdzewska und des Bronislaw, eines Berufsoffiziers und Besitzers der Dörfer Jasionna, Cienia, Golkow, Wollen, Gaj, Sudoly und Maciszewice geboren. Er wuchs in einer patriotischen Familienatmosphäre auf und nach der Beendigung der Ausbildung im K. Marcinkowski-Gymnasium in Poznań (Posen), hat er angefangen, das Soldatenhandwerk zu lernen.

### Militärkarriere
In den Jahren von 1923 bis 1928 absolvierte er die Akademie der Kadetten, "Korpus Nr. 1." der polnischen Armee in Lwow (Lemberg in Galizien). Weiter von 1928 bis 1930 beendete er erfolgreich die Ausbildung auf der Offiziersschule in Grudziądz (Graudenz). Als Fähnrich bekam er die Zuteilung zu dem König Boleslaw Chrobry – 17. Regiment der Ulanen in Leszno Großpl. In der Stadt Grudziądz, im "Ausbildungszentrum der Polnischen Kavallerie", verbrachte er längere Zeit, da er ein Mitglied der polnischen Reiter-Repräsentation für die X. Olympischen Spiele im Jahre 1936 in Berlin war. Auch ansonsten nahm er an vielen anderen Sportveranstaltungen außerhalb und innerhalb Polens teil.
Noch vor dem Ausbruch des Zweiten Weltkrieges, erhielt Michał Gutowski zweimal, nämlich am 1. Januar 1932 die Nominierung zum Oberleutnant und am 1. Januar 1939 die Nominierung zum Rittmeister und die Befehlsgewalt über eine Schwadron (eine Kompanie ca. 120 Mann stark). Der Ausbruch des Zweiten Weltkrieges unterbrach die Sportkarriere des Rittmeisters Michał Gutowski. Nach vielen Kämpfen gegen die deutsche Wehrmacht, waren die Kavalleristen am 19. Oktober 1939 gezwungen, die Kämpfe einzustellen und die Uniformen auszuziehen.

### Sportliche Erfolge
Die Sportkarriere von Michał Gutowski in den Jahren von 1933 bis 1939 war reich an Auszeichnungen in nationalen und internationalen Turnieren.
- Im Jahre 1934 gewann er das Internationale Springreiterturnier in Warschau.
- Während der X. Olympischen Spiele in Berlin im Jahre 1936 hat die polnische Springreiter-Repräsentation, zu welcher Michał Gutowski gehörte, die Silbermedaille geholt.
- Im Jahre 1938 gewann er den Grand Prix von Polen.

### Alliierter im Zweiten Weltkrieg
Michał Gutowski kehrte nach Wielkopolska (Großpolen) zurück und kämpfte weiter gegen die Deutschen in der Untergrundorganisation des Generals Karasiewicz–Tokarzewski in der Region Jarocin. Im Dezember des Jahres 1939 wurde er verhaftet und zum Tode durch Erschießen verurteilt. Das Glück des Michał Gutowski war, dass der deutsche Offizier auch ein Adeliger und ein Kavallerist war und ihn deswegen aus der Haft entlassen hatte. Im Jahre 1940 erreichte Michał Gutowski als Kurier Frankreich und dort wurde er dem 10. Regiment der motorisierten–berittenen Schützen zugeteilt. Später wurde er nach England evakuiert, wo er in Schottland an der Schulung in der Panzerdivision des General Maczek teilnahm. Im Juli 1944 nahm er an der Invasion in der Normandie als Chef der Panzerschwadron teil. Er zeichnete sich im Kampf um Falaise aus und dafür wurde er mit dem Kämpferkreuz ausgezeichnet. Später wurde er zum Stellvertreter des Regimentskommandanten des Berittenen Schützenregiments ernannt. Im Jahre 1944 wurde er zum Major und am 1. Januar 1946 zum Oberstleutnant befördert. Bis zum Jahr 1945 nahm er an der Befreiung von Frankreich, Belgien, Holland und Deutschland vom faschistischen Regime teil. Nach Beendigung der Kriegshandlungen befahl er in Deutschland zwei Britische Regimenter und war gleichzeitig Kommandant eines Militärlagers mit sechstausend Soldaten.

### Trainer der Springreiter
Nach dem Krieg konnte er aus politischen Gründen nicht nach Polen zurückkehren. Im Jahre 1947 wanderte er nach England und weiter nach Kanada aus. In Kanada arbeitete er als Nationaltrainer der Springreiter, der Offiziere der kanadischen Armee. Im Jahre 1950 holte er sich den Meistertitel von Kanada im Military/Concours Complet Reiten. Die geleistete Arbeit des Gen. Michał Gutowski als offizieller Nationaltrainer der kanadischen Springreitermannschaft brachte dem kanadischen Reitsport ausgezeichnete Resultate. Die Nationalmannschaft der kanadischen Springreiter mit Michał Gutowski als Trainer gewann bei der Olympiade in Mexiko im Jahre 1968 die Goldmedaille.
Gutowski wurde zum Ehrenmitglied auf Lebenszeit der Kanadischen Kammer des Reitsports ernannt. Während eines Besuches in seinem Vaterland Polen im Jahre 1986 wurde Michał Gutowski zum Oberst der Polnischen Armee ernannt.

## Auszeichnungen
Im Jahre 1999 nominierte der polnische Staatspräsident Aleksander Kwaśniewski Oberst Michał Gutowski zum Brigadegeneral der Polnischen Armee. Am 6. Juni 2004 wurde Gutowski zu den Feierlichkeiten zum 60. Jahrestag der Landung in der Normandie nach Frankreich eingeladen. Gutowski wurde zum Ritter der Ehrenlegion ernannt und er nahm die Auszeichnung aus den Händen des französischen Staatspräsidenten Jacques Chirac entgegen. Trotz seines fortgeschrittenen Alters hatte er mit 94 Jahren noch Freude am Reiten und diente mit Rat und Hilfe jungen Reitsportlern.
Am 23. August 2006 verstarb Gutowski, die Beerdigungsfeierlichkeiten fanden am 16. September 2006 in Warschau statt. Von General Gutowski nahmen Abschied, die Familie, Freunde, Delegationen der polnischen Regierung und der polnischen Armee, ausländische Gäste und auch Kavallerieverbände. Gutowski wurde auf dem Powązki-Friedhof in Warschau beigesetzt.
- Krzyz Walecznych („Kreuz für Tapferkeit“), fünfmal
- Legion of Merit
- Croix de guerre mit der Palme
- Orden Virtuti Militari in Silber und in Gold
- Ritter der Ehrenlegion
- Kommandeurkreuz mit Stern des Wiedergeburtorden Polens